# ۵۱۳ (قمری)
۵۱۳ (قمری)، پانصد و سیزدهمین سال در گاهشماری هجری قمری است. اول محرم این سال برابر با بیست و یکم آوریل سال ۱۱۱۹ میلادی است.